# NK Motičina Donja Motičina
NK Motičina je nogometni klub iz Donje Motičine nedaleko Našica u Osječko-baranjskoj županiji.
Nogometni klub "Motičina" osnovan je 1948. godine pod imenom NK Proleter. Natječe se u 2. ŽNL. U klubu trenutno igra 100 igrača u četiri selekcije i to seniori, juniori, pioniri, početnici i prednatjecatelji. Sportski stadion kao i svi uspjesi kluba djelo su generacija igrača i vodstva kluba u proteklih 60 godina. 2015. izgrađena je natkrivena tribina s 200-tinjak sjedalica.
NK "Motičina je član Nogometnog središta Našice. NK Motičina kao prvak 2. ŽNL Osječko-baranjske NS Našice (sezona 2012/2013.) pobjeđuje u kvalifikacijama prvaka 2. ŽNL Osječko-baranjske NS Đakovo NK Radnički iz Viškovaca rezultatom 1:0 i 1:2 te ostvaruje plasman u 1. ŽNL Osječko-baranjsku od sezone 2013./14. Nakon sezone 2015/16 i ispadanja iz 1. Žnl, klub se natječe u 2. ŽNL Osječko-baranjske NS Našice. Nakon osvajanja prvog mjesta u 2. ŽNL Osječko-baranjske NS Našice (sezona 2016/17.) klub sudjeluje u kvalifikacijama za 1. ŽNL Osječko-baranjsku, ali biva poražen od prvaka 2. ŽNL Osječko-baranjske NS Đakovo NK Ratar iz Piškorevaca 2:1 i 1:3.
Klub kao prvak 2. ŽNL Našice za sezonu 2020./21. sudjeluje u kvalifikacijama za ulazak u 1. ŽNL Osječko-baranjsku. U dvije utakmice protiv NK Hajduk Široko Polje biva bolji, domaća pobjeda 4:2 i poraz u gostima 2:0, te od sezone 2021./22 je član 1. ŽNL Osječko-baranjske.

## Uspjesi kluba
Prvaci 2. ŽNL Osječko-baranjske NS Našice 2001/02., 2012/13., 2016/17., 2020/21.
Kup NS Našice 2024/25.

## Vanjske poveznica
- http://www.nogos.info/  Arhivirana inačica izvorne stranice od 22. svibnja 2016. (Wayback Machine)